# Enrico Kühn
Enrico Kühn (Bad Langensalza, 10 marzo 1977) è un bobbista tedesco.

## Biografia
Ai XIX Giochi olimpici invernali (edizione disputatasi nel 2002 a Salt Lake City, Stati Uniti d'America) vinse la medaglia d'oro nel Bob a 4 partecipando per la nazionale tedesca, superando le due statunitensi.
Il tempo totalizzato fu di 3:07,51.
Inoltre ai campionati mondiali vinse una medaglia d'argento nel bob a quattro nel 2004, con Christoph Langen, Christoph Heyder e Jens Nohka